# Vitrolles (Alpy Wysokie)
Vitrolles – miejscowość i gmina we Francji, w regionie Prowansja-Alpy-Lazurowe Wybrzeże, w departamencie Alpy Wysokie.
Według danych na rok 1990 gminę zamieszkiwały 134 osoby, a gęstość zaludnienia wynosiła 9 osób/km² (wśród 963 gmin regionu Prowansja-Alpy-W. Lazurowe Vitrolles plasuje się na 664. miejscu pod względem liczby ludności, natomiast pod względem powierzchni na miejscu 599.).